# Pécsi borvidék
A Pécsi borvidék a Mecsek déli lejtőin, egészen Mohácsig tart, a 823 hektáron elterülő Mecsekaljai borvidék, ahol magyar, horvát; szerb, és német települések határában folyik a szőlőművelés. Pécsi, Versendi és Szigetvári körzetekre osztható, melyek borászati szempontból hasonlóak. Klímája mediterrán. A Villány–Siklósi borvidéknél is forróbb, szárazabb, sok a napsütés, hosszú a tenyészidő. A Mecsek óvó hatása miatt még 440 méteren is találunk szőlőt. Ebben csak Tokaj-Hegyaljához hasonlítható a terület. Természeti csapások közül az aszályt kell számításba venni. Termőtalaja a különböző vulkáni eredetű alapkőzeteken található löszre illetve pannon homokra rakódott barnaföldek, barna erdőtalajok. Remek fehér és vörösbor szőlők teremnek errefelé.

## Szőlőfajták/borok
A filoxérajárvány után az olaszrizling került első helyre és ma is vezeti a listát. További jellemző fajták: furmint, chardonnay, cirfandli, rizlingszilváni, hárslevelű, ottonel muskotály, királyleányka, tramini, rajnai rizling, zengő, zenit, zöld veltelini. Kiemelkedő termék a Pannónia pezsgőcsalád.

### Települések
- Pécsi körzet: Boda, Cserkút, Hosszúhetény, I Olasz, Szajk, Szederkény, Versend
- Szigetvári körzet: Helesfa, Botykapeterd, Mozsgó, Nagypeterd, Nyugotszenterzsébet, Szentlőrinc, Szigetvár

## Történelem
Pécs már az ókorban és a középkorban is a kereskedelmi útvonalak központjában helyezkedett el. Itt dolgozták fel a Mecsek környéki borokat. A törökök hódításait és az azt követő zűrzavaros háborús időket a bor is megsínylette. A 18., de még inkább 19. században alakul ki a fejlődés lehetősége. A baranyai bor egyre népszerűbbé vált, s a borkereskedelem jót tett a városi kincstárnak is. E század közepétől itt termelik a pécsi pezsgőgyártás alapborait. Igazi helyi különlegesség a pécsi cirfandli, melyet Ausztriából hoztak a 19. század első felében. A török időkben meghonosított kadarka uralmát az illatos, zamatos, fűszeres fehér borok váltották fel. Próbálkoztak itt a tokajihoz hasonló kései szüretelésű fehér borok készítésével is, de nem számoltak azzal, hogy a szubmediterrán klíma nem kedvez az aszúképződésnek. A borvidéket manapság leginkább a kistermelés jellemzi, de találhatunk szövetkezeti kézben lévő korszerű üzemi ültetvényeket is.